# Sedia elettrica (film)
Sedia elettrica è un film italiano del 1969 diretto da Demofilo Fidani.

## Trama
A Santa Monica, negli USA negli anni '30, due bande rivali si contendono il diritto per il controllo della città fino a quando lo sterminio della banda di Jack Lo Dolce, porta il fratello di quest'ultimo Fred "Il Solitario" a vendicarsi. Fred organizza con i suoi complici un colpo ai danni di un furgone bancario. Appostatosi sul luogo previsto per il colpo, Fred massacra tutta la banda di Johnny, uccidendo anche alcune guardie e Fanny, che era la ragazza di Johnny. Alla fine, Fred viene condannato alla sedia elettrica.